# 이시보토케역
이시보토케역(일본어: 石仏駅)은 일본 아이치현 이와쿠라시에 위치한 나고야 철도 이누야마선의 철도역이다. 역 번호는 IY 08이며, 상대식 승강장 2면 2선의 구조를 갖춘 지상역이다.

## 타는 곳
| 1 | ■ 이누야마 선 | 하행 | 고난 · 이누야마 · 신카니 방면                           |
| 2 | ■ 이누야마 선 | 상행 | 이와쿠라 · 나고야 · 주부코쿠사이쿠코 · 쓰루마이 선 방면 |

## 이용 현황
- 2013년 기준 : 3,258

## 역 주변
- 아이치 현립 이치노미야미나미 고등학교
- 아이치 현립 이치노미야 공업 고등학교

## 인접 역
| 나고야 철도 이누야마선              | 나고야 철도 이누야마선 | 나고야 철도 이누야마선     |
| ----------------------------------- | ---------------------- | -------------------------- |
| IY 07 이와쿠라 비와지마 분기점 방면 | ■ 이누야마선           | 호테이 IY 09 신우누마 방면 |